# Zdzisław Łoziński
Zdzisław Łoziński (ur. 5 lipca 1884, zm. ?) – podpułkownik kawalerii Wojska Polskiego.

## Życiorys
Urodził się 5 lipca 1884. W c. i k. armii został awansowany na stopień porucznika rezerwy kawalerii z dniem 1 listopada 1912. W 1914 jako były oficer zawodowy był oficerem rezerwowym 8 pułku ułanów w Czerniowcach. Podczas I wojny światowej został awansowany na stopień rotmistrza rezerwy kawalerii z dniem 1 maja 1916. Do 1918 pozostawał oficerem rezerwowym 8 pułku ułanów.
Po zakończeniu wojny, jako były oficer armii austriackiej, dekretem z 12 kwietnia 1919 został przyjęty do Wojska Polskiego i zatwierdzony w stopniu rotmistrza ze starszeństwem z dniem 1 maja 1916 z jednoczesnym zaliczeniem do 1 Rezerwy Armii i powołaniem do służby czynnej na czas wojny i do demobilizacji. Także 12 kwietnia 1919 otrzymał przydział do 6 pułku ułanów z dniem 1 listopada 1918. Pod koniec 1919 został przeniesiony z 6 pułku ułanów do komisji remontowej Nowy Targ. 19 kwietnia 1920 został przeniesiony z komisji remontowej Nowy Targ do szwadronu zapasowego 4 pułku ułanów. Dekretem z 15 lipca 1920 został zatwierdzony w stopniu majora kawalerii z dniem 1 kwietnia 1920. Następnie został awansowany na stopień podpułkownika jazdy ze starszeństwem z dniem 1 czerwca 1919. W 27 pułku ułanów w Nieświeżu był zastępcą dowódcy pułku oraz dowódcy I dywizjonu do 10 października 1923, po czym został przeniesiony na stanowisko zastępcy dowódcy 10 pułku strzelców konnych. Z dniem 1 października 1924 został przydzielony do Departamentu II Kawalerii Ministerstwa Spraw Wojskowych na stanowisko kierownika referatu zakupów w Wydziale Remontów. W okresie tej pracy wykazywał wybitne zdolności i wiedzę fachową, czym przyczynił się do podniesienia stanu hodowli w kraju przez dążenie do zakupu koni dla armii tylko od hodowców krajowych, za co otrzymał pochwałę od szefa administracji Armii, gen. dyw. Daniela Konarzewskiego. W grudniu 1925 został przeniesiony do kadry oficerów kawalerii i przydzielony do Zapasu Młodych Koni Nr 2 w Wyrzysku na stanowisko kierownika. W grudniu 1926 został oddany do dyspozycji dowódcy Okręgu Korpusu Nr VIII. W 1928 był rejonowym inspektorem koni w Toruniu. Został przeniesiony w stan spoczynku. W 1934 był przydzielony do Oficerskiej Kadry Okręgowej nr V jako oficer przewidziany do użycia w czasie wojny i pozostawał wówczas w ewidencji Powiatowej Komendy Uzupełnień Tarnów.

## Odznaczenie
- Krzyż Jubileuszowy Wojskowy – Austr-Węgry (przed 1914)